# Lizbonska pogodba
Lizbonska pogodba (prvotno znana kot reformna pogodba) je mednarodni sporazum, ki spreminja Pogodbo o Evropski uniji (PEU) in Pogodbo o ustanovitvi Evropske skupnosti (PDEU) kateri tvorita ustavno podlago Evropske unije (EU). Pogodba spreminja tudi priložene protokole pogodbe in Pogodbo o ustanovitvi Evropske skupnosti za atomsko energijo (EURATOM). Lizbonska pogodba, ki so jo podpisale in ratificirale vse države članice EU 13. decembra 2007, je stopila v veljavo 1. decembra 2009.
V preambuli zapisan cilj Lizbonske pogodbe je: »dokončati proces krepitve učinkovitosti in demokratične legitimnosti Unije ter izboljšanja doslednosti njenega delovanja«, ki se je začel z Amsterdamsko pogodbo (1997) in s Pogodbo iz Nice (2001).
Lizbonska pogodba daje EU polno pravno entiteto. Tako je Unija pridobila možnost podpisovanja mednarodnih pogodb na področjih svojih pristojnosti ali včlanitve v mednarodno organizacijo. Države članice lahko podpišejo samo tiste mednarodne sporazume, ki so združljivi z zakonodajo EU. Pogodba pojasnjuje pristojnosti Unije, in sicer loči med: 1. izključno pristojnostjo, kjer lahko Unija sama sprejema zakone, države članice pa jih le izvajajo, 2. deljeno pristojnostjo, kjer lahko države članice sprejmejo zakonodajo in pravno zavezujoče ukrepe, če tega ni storila Unija ter 3. podporno pristojnostjo, kjer EU sprejme ukrepe za podporo ali dopolnitev politik držav članic. Lizbonska pogodba tudi določa uradni postopek, ki ga morajo upoštevati države članice, ki želijo izstopiti iz Evropske Unije v skladu s svojim ustavnimi zahtevami.

## Zgodovina

### Ozadje
Leta 1993 je s Maastrichtsko pogodbo bila ustanovljena Evropska unija, vendar ne kot samostojna pravna entiteta, temveč kot entiteta, ki je vzporedna z obstoječimi Evropskimi skupnostmi. Tako je bila postavljena ob bok še trem entitetam, ki so bile priznane kot ločene pravne entitete: Evropski Komisiji (EK), Evropski skupnosti za premog in jeklo (ESPJ), Evropski skupnosti za jedrsko energijo (EURATOM). Evropska unija je vsebovala drugi in tretji steber tj. področje skupne zunanje in varnostne politike ter področje pravosodja in notranjih zadev. Nadalje je Evropska unija temeljila na pogodbenem okviru Pogodbe iz Nice, podpisane 2001, ki je reformirala njeno institucionalno strukturo, da bi bila kos novim širitvam članstva. Laekenska deklaracija iz decembra 2001 je ustanovila evropsko Konvencijo, ki jo je sestavljalo več kot 200 funkcionarjev (predstavniki vlad, Evropskega parlamenta, nacionalni parlamenti in Komisija). Slednja je začela delovati februarja 2002 in imela je nalogo oblikovati osnutek ustave. Leta 2003 je bil podan predlog za združitev EU in ene od dveh preostalih skupnosti tj. EK v enotno entiteto. Slednje je bilo odobreno s podpisom Ustavne pogodbe v Rimu oktobra 2004. Med podpisanimi 25 članicami je večina držav članic evropsko ustavo ratificirala preko parlamentarne ratifikacije. Evropska ustava pa je bila zavrnjena na referendumih 29. maja 2005 s 54,8% glasovi proti v Franciji in 1. junija 2005 z 61,6% glasovi proti na Nizozemskem. Tako Ustavna pogodba ni stopila v veljavo, saj je v členu IV-447 zahtevala ratificiranje s strani vseh držav članic. Slednje je privedlo do »obdobja razmisleka«. Oktobra 2005 je Komisija uvedla »načrt D za demokracijo, dialog in debato« in pojavil se je slogan: »Evropa rezultatov«. Ideja je bila čim bolj izkoristiti obstoječe pogodbe, v njihovih post-niških različicah, za ustvarjanje pogojev, ki bi vodili k »institucionalni poravnavi«.
Julija 2006 je Evropski sklep v okviru zaključkov povabil prihodnje nemško predsedstvo (v prvem polletju 2007) naj predloži poročilo Evropskemu svetu »na podlagi obsežnih posvetovanj z državami članicami in oceno stanja razprav glede Ustavne pogodbe ter naj razišče možno prihodnost njenega razvoja.«. Berlinska deklaracija, z dne 25. marca 2007, ki praznuje petdeseto obletnico podpisa Rimske pogodbe, je spomnila na sanje o evropski združitvi in v zadnjem odstavku navedla, da »smo enotni v našem cilju postavitve Evropske unije na prenovljene skupne temelje.«. Aprila 2007 je v okviru predsedstva nemška kanclerka Angela Merkel poslala vladam držav članic pismo z dvanajstimi vprašanji, ki so predlagala možnost vrnitve k klasični metodi spreminjanja obstoječih pogodb in nakazovala na pragmatičen pristop. Predsedstvo je sprejelo strategijo dvostranskih pogajanj za zaprtimi vrati, ki se je razlikovala od pristopa Ustavne pogodbe. Preko bilateralnih posvetovanj v Berlinu je predsedstvo pridobilo informacije o odnosu držav članic in iskalo rešitve. Prav tako sta potekali dve plenarni srečanji 27-tih držav članic, na ravni visokih javnih uslužbencev ali državnih sekretarjev, pred zasedanjem Evropskega sveta junija 2007. V mesecih pred Evropskim svetom junija 2007 je bilo postavljenih in obravnavanih okoli štirideset točk, ki so privedle do črtanja, spremembe ali dodajanja različnih določb ali izjav. Te točke je mogoče razdeliti v devet skupin:
1. odprava stebrov,
2. razmejitev pristojnosti, ki so bile podeljene Uniji ali bi te lahko bile vrnjene državam članicam,
3. listina temeljnih pravic: nekatere članice niso želele Listine (ki bi ji dala kakovost primarne zakonodaje) v pogodbah,
4. vloga nacionalnih parlamentov: nekatere države so želele okrepitev vloge nacionalnih parlamentov pri spremljanju spoštovanja načela subsidiarnosti,
5. širitev: nekateri so želeli vključiti "kopenhagenska merila",
6. primarnost prava Unije: črtanje člena I-6 Ustavne pogodbe, ki je kodificiral sodno prakso načelo primarnosti,
7. terminologija: nekateri so nasprotovali uporabi kakršne koli ustavne terminologije in simbolov Unije,
8. posebni postopki: v nekaterih občutljivih sektorjih je prehod na kvalificirano večino spremljal mehanizem, imenovan »zavora«, s katerim je Evropski svet deloval kot neke vrste pritožbeni senat in
9. pojasnila in dopolnitve na nekaterih področjih: javnih služb, okolja in energetike.[17]

Akcijski odbor za evropsko demokracijo (ACED), tj. skupina politikov, ki jo je podpirala Barrosova komisija, je 4. junija 2007 predstavila neuradno verzijo prenovljene Pogodbe o ustavi za Evropo. Besedilo je bilo izdano v francoščini in je imelo 70. členov v XI točkah.
Merklova je svoj predlog za mandat Medvladne konference (IGC) predstavila Evropskemu svetu na zasedanju med 21. in 23. junijem 2007 v Bruslju. Mandat je Medvladni konferenci (IGC) nalagal pripravo pogodbe, ki bi spremenila obstoječe pogodbe in opustitev ustavnega koncepta, ki bi obsegal razveljavitev vseh obstoječih pogodb ter črtanje besed kot so ustava, minister, zakon, himna ali katerekoli druge besede, ki bi spominjale na morebitno preoblikovanje EU v državo. Dogovorjeno je bilo tudi, da se bo Pogodba o ustanovitvi Evropske skupnosti, vključno z večino vsebinskih določb evropskega primarnega prava, preimenovala v Pogodbo o delovanju Unije. Prav tako je bilo dogovorjeno, da bo za razliko od Pogodbe o evropski ustavi, bi ta nova pogodba bila pravno zavezujoča glede na sklicevanje na Listino Evropske Unije o temeljnih pravicah.
V skladu z dogovorom Evropskega sveta, se je Portugalsko predsedstvo, ki je nasledilo nemško, odločilo sklicati medvladno konferenco. 23. Julija 2007 se je medvladna konferenca uradno odprla na ravni zunanjega ministra, predsedstvo pa je na podlagi dela Sveta pravne službe posredovalo besedilo osnutka pogodbe ostalim 26-tim državam članicam. Glavno delo MVK je opravila skupina pravnih strokovnjakov, kmalu imenovana "skupina Piris II", ker ji je predsedoval Jean Claude Piris. Do končnega zasedanja medvladne konference 3. oktobra 2007 je bilo delo skupine pravnih strokovnjakov skoraj izključno osredotočeno na težka pogajanja in pripravo edinih dveh vprašanj. to so bile določbe o izvzetju za Združeno kraljestvo in Irsko v zvezi z ukrepi, ki temeljijo na schengenskem pravnem redu in pravnem redu tretjega stebra, ter prehodno obdobje za pristojnosti komisije in sodišča v zvezi s pravnim redom tretjega stebra. Večina tega pogajalskega dela je potekala na neformalnih manjših srečanjih. Vse spremembe, o katerih se je dogovorila pravna skupina, so bile vključene v revidirano različico osnutkov besedil, izdanih 5. oktobra 2007. Osnutek je bil predstavljen 15. oktobra 2007 na srečanju medvladne konference na ravni ministrov za zunanje zadeve v Luksemburgu. Nato so bila besedila posredovana MVK na ravni voditeljev držav ali vlad, ki se je sestala v Lizboni 18. oktobra 2007 in se dogovorila o zadnjih bistvenih spremembah in dopolnitvah besedil ter podala končni politični dogovor o tem, kar bo postalo lizbonska pogodba. Po končnem političnem dogovoru MVK je bilo besedilo posredovano pravnikom-lingvistom Sveta za uskladitev v 23 uradnih jezikih EU, po predlaganih popravkih pa so bila besedila 30. oktobra 2007 poslana delegacijam držav članic. Pravno-lingvistična srečanja skupaj s 27 delegacijami in predstavniki Evropskega parlamenta in Komisije so potekala od 12. do 16. novembra, preverjene različice pa so bile poslane delegacijam 3. decembra 2007.

## Podpis Lizbonske pogodbe
Na zasedanju Evropskega sveta oktobra 2007 je Portugalska vztrajala, da se pogodba (takrat imenovana „reformna pogodba“) podpiše v Lizboni. S tem je tudi po kraju dobila ime Lizbonska pogodba. Prošnja je Portugalski bila odobrena in Portugalsko predsedstvo je dobilo nalogo organizacije programa in slovesnega podpisa.
Voditelji EU so se zbrali na ceremoniji v samostanu Jeronimos iz 15. stoletja v Lizboni. Lizbonska pogodba je bila podpisana 13. decembra 2007 ob 11.30 uri. Pogodbo so podpisali, poleg voditeljev EU članic, tudi predsednik Evropske komisije José Manuel Barroso, predsednik Evropskega parlamenta Hans-Gert Pöttering in predsednik Evropskega sveta José Sócrates.
Slovesnost ni minila brez polemik, saj je predsednik vlade Združenega kraljestva Gordon Brown podpisal Lizbonsko pogodbo nekaj ur pozneje v drugi sobi. Opravičilo za zamudo je bila seja parlamentarnega odbora spodnjega doma, ki mu je preprečila udeležitev na uradni slovesnosti podpisa.
Lizbonska pogodba je bila 17. decembra 2007 objavljena v Uradnem listu Evropske unije. Prečiščena različica PEU in PDEU, ki vključuje spremembe Lizbonske pogodbe, je bila objavljena v Uradnem listu 9. maja 2008.
Evropski parlament je 20. februarja 2008 sprejel resolucijo glede Lizbonske pogodbe z dvotretjinsko večino.

## Ratifikacija Lizbonske Pogodbe
Vse države članice so morale pogodbo ratificirati, preden je ta stopila v veljavo. Ratifikacija je bila zaključena, ko so bile vse listine o ratifikaciji vložene v Rimu. Lizbonska pogodba je začela veljati mesec po vložitvi zadnje listine o ratifikaciji, tj. 1. december 2009.
Vse države članice so se odločile ratificirati Lizbonsko pogodbo z parlamentarno proceduro. Izjema je bila Irska, ki se je odločila za referendum. Prva je pogodbo ratificirala Madžarska 17. decembra 2007. Slovenija je Lizbonsko pogodbo zakonsko ratificirala 29. januarja 2008.
Ratifikacija pa ni šla brez zapletov: Prebivalci Irske so na referendumu 12. junija 2008 o ratifikaciji Lizbonske pogodbe glasovali z 53,4 % glasov proti. 18. in 19. junija 2008 je Evropski svet ponudil sveženj sprememb, ki bi prepričal Irce k privolitvi ratifikacije. Na drugem referendumu, ki je potekal 2. oktobra 2009 glasovali z 67,1 %  glasov za ratifikacijo Lizbonske pogodbe.
V Nemčiji sta oba doma zakonodajalca podala dovoljenje za ratifikacijo (24. aprila in 23. maja 2008). Vendar pa je nemški predsednik Horst Kohler je začasno preklical svoj podpis ratifikacijske listine in počakal na mnenje zveznega ustavnega sodišča o združljivosti Lizbonske pogodbe z nemško ustavo. Nemški predsednik je listino o ratifikaciji podpisal 25. septembra 2009.
Na Poljskem sta oba domova parlamenta podala pooblastilo za ratifikacijo (1. in 2. aprila 2008), vendar je poljski predsednik Lech Kaczynski odločil, da bo po negativnem referendumu na Irskem 12. junija 2008 začasno odložil svoj podpis listine o ratifikaciji. Pozneje je izjavil, da bo počakal, da se najde rešitev glede razmer na Irskem in če bi bil drugi referendum na Irskem pozitiven, bi podpisal listino o ratifikaciji. To je storil 10. oktobra 2009.
Oba zakonodajna doma češkega parlamenta sta odobrila ratifikacijo pogodbe (poslanci 18. februarja 2009 in senat 6. maja 2009), vendar se je predsednik Češke republike odločil, da ne bo takoj podpisal listine o ratifikaciji. Po odobritvi češkega ustavnega sodišča 3. novembra 2009 je predsednik Klaus podpisal listino o ratifikaciji.  V Rimu je kot zadnja država članica Češka priložila listino o ratifikaciji 13. novembra 2009.

## Sestava Lizbonske pogodbe
Pogodba je sestavljena iz Pogodbe o Evropski uniji in Pogodbe o delovanju Evropske unije, kateri vsebujeta preambulo, dele s členi (kateri so razčlenjeni po naslovih, poglavjih in oddelkih), sledijo še protokoli, priloge in izjave (priložene sklepni listini medvladne konference, ki je sprejela Lizbonsko pogodbo).
Pogodba o Evropski uniji v preambuli izpostavljena, da so »trdno odločeni, da zaznamujejo novo fazo v procesu evropskega povezovanja…«. V prvem naslovu ureja skupne določbe, v drugem naslovu  določbe o demokratičnih načelih. V tretjem naslovu ureja določbe o institucijah in v četrtem naslovu določbe o okrepljenem sodelovanju. V petem naslovu ureja splošne določbe o zunanjem delovanju unije in posebne določbe o skupni zunanji in varnostni politiki ter šestem naslovu pa končne odločbe.
Pogodba o delovanju Evropske unije ima v preambuli zapisano, da so »odločeni, da položijo temelje vse tesnejši zvezi med narodi Evrope.«. V prvem delu ureja načela in pod naslovi ureja: vrste in področja pristojnosti Unije in splošne določbe. V drugem delu ureja nediskriminacijo in državljanstvo. V tretjem delu ureja notranjo politiko in ukrepe Unije in pod naslovi ureja: notranji trg in prosti pretok blaga; kmetijstvo in ribištvo; prost pretok oseb, storitev in kapitala; območje svobode, varnosti in pravice; prevoza; skupna pravila o konkurenci, obdavčitvi in približevanju zakonodaje; ekonomska in monetarna politika; zaposlovanje; socialna politika; evropski socialni sklad; izobraževanje, poklicno usposabljanje, mladina in šport; kultura; javno zdravje; varstvo potrošnikov; vseevropska omrežja; industrija; ekonomska, socialna in teritorialna kohezija; raziskave, tehnološki razvoj in vesolje; okolje; energetika; turizem; civilna zaščita in upravno sodelovanje. V četrtem delu ureja pridruževanje čezmorskih držav in ozemelj ter v petem delu ureja zunanje delovanje unije in ureja jo pod naslovi: splošne določbe o zunanjem delovanju Unije; skupna trgovska politika; sodelovanje s tretjimi državami in humanitarna pomoč; omejevani ukrepi; mednarodni sporazumi; odnosi unije z mednarodnimi organizacijami in tretjimi državami ter delegacije Unije in solidarnostna klavzula. V šestem delu so zapisane določbe o institucijah in proračunu in ureja jih pod naslovi: določbe o institucijah, finančne določbe in okrepljeno sodelovanje ter v sedmem delu ureja splošne in končne določbe.
Protokoli določajo zadeve na 37-ih različnih področjih in izjave se dotikajo določbe pogodb, o protokolih, priloženih pogodbama in  držav članic.

## Lizbonska pogodba: vpliv in spremembe
Lizbonska pogodba je prinesla spremembe v Evropsko Unijo na različnih področjih. Čeprav se v pogodbi ne omenja besede ustava, hkrati pa je cilj pogodbe povečati učinkovitost in demokratično legitimnost Unije ter izboljšati skladnost njenega delovanja.
Z Lizbonsko pogodbo  je Evropska Unija  nadomestila in nasledila Evropsko skupnost ter tako dobila pravno entiteto. Evropska Unija je s tem postala subjekt mednarodnega prava ter lahko podpisuje mednarodne sporazume ali se vključi v mednarodno organizacijo. S pravno entiteto pa tudi uživa najširšo pravno sposobnost, ki jo pravnim entitetam javnega prava priznava zakonodaja držav članic, zlasti za pridobivanje in odtujitev premoženja in stranko v sodnem postopku.
Pogodba je odpravila tudi dotedanjo »tristebrno strukturo« Evropske Unije. To je pomenilo, da so formalno bili opuščeni posebni instrumenti (Evropska skupnost kot prvi steber), ki so se pojavljali v skupni zunanji in varnostni politiki (drugi steber) ter policijskem in pravosodnem sodelovanju pri kazenskih zadevah (tretji steber).

### Odločanje
Pogodba večinoma ne uvaja sprememb postopka soodločanja, temveč ga predvideva kot redni zakonodajni postopek z razširitvijo na 40 novih področij. Postopki odločanja temeljijo na medvladnih in nadnacionalnih institucijah. Glasovanje temelji na pravilu kvalificirane večine. Za kvalificirano večino bo potrebnih 55 odstotkov držav in 65 odstotkov prebivalcev, če Svet ne odloča na podlagi predloga komisije, pa je potrebna večina 72 odstotkov držav in 65 odstotkov prebivalstva. Vloga Evropskega parlamenta in Komisije se krepi. Postopek soodločanja izhaja iz podaljška Passerelle klavzule, v katerem se lahko Evropski svet odloči za premik zakonodajnega predloga iz posebnega zakonodajnega akta v redni zakonodajni postopek. S tem se obseg postopka razširi in Evropski parlament s tem dobi  dodatne pristojnosti kot so komercialna politika, turizem, šport, itd. Pravosodje in notranje zadeve spada s pogodbo v postopek soodločanja. Soglasje bo potrebno tudi pri zunanji in varnostni politiki. Pogodba spreminja definicijo glasovanja s odpravo glasov, ki dajejo večji vpliv nekaterim in uvaja kvalificirano večino dokončno leta 2017. Uvaja tudi »postopek zaviranja v sili«, ki ob sporni zakonodaji prekine postopek soodločanja. Pogodba tudi vključuje nacionalne parlamente v proces odločanja Evropske Unije. Če tretjina nacionalnih parlamentov nasprotuje osnutku evropskega zakonodajnega akta, ga mora Komisija še enkrat pregledati. Lizbonska pogodba ni povečala zakonodajne produktivnosti EU, saj kljub povečanju pogodbene podlage, ki predvideva redni zakonodajni postopek in razširitev glasovanja s kvalificirano večino v Svetu, je število predlogov, ki jih Komisija predloži po tem postopku, ostalo bolj ali manj na enaki ravni.

### Povečanje EU in izstop iz EU
Člen 50. PEU določa, da se lahko vsaka država članica odloči za izstop iz Unije v skladu z lastnimi zahtevami. V postopku izstopa Unija sklene sporazum z izstopajočo državo, ki določa ureditev njenega izstopa. Sporazum dokončno potrdi Svet s kvalificirano večino, po pridobitvi soglasja Evropskega parlamenta.
Evropski svet lahko na pobudo zadevne države članice sprejme sklep, s katerim spremeni položaj posameznih francoskih, nizozemskih in danskih dežel ali ozemelj iz odstavkov 1 in 2 v razmerju do Unije. Evropski svet odloča soglasno po posvetovanju s Komisijo.
Lizbonska pogodba spreminja tudi Pogodbo o Evropski Uniji in sicer o pristopu novih držav članic. Vsaka evropska država, ki spoštuje vrednote iz člena 2 in si prizadeva za njihovo spodbujanje, lahko zaprosi za članstvo v Uniji. O tej prošnji se obvestijo Evropski parlament in nacionalni parlamenti. Država prosilka naslovi prošnjo na Svet, ki o tem odloča soglasno po posvetovanju s Komisijo in po odobritvi Evropskega parlamenta, ki odloča z večino svojih članov. Upoštevajo se merila za pristop, o katerih se je dogovoril Evropski svet.

### Institucije
Z Lizbonsko pogodbo ima Evropska Unija sedem institucij: Evropski svet, Evropski parlament, Evropsko komisijo, Evropsko centralno banko, Svet ministrov, Sodišče Evropske unije in Računsko sodišče.  

#### Evropski svet
Uvedena je ločitev Evropskega sveta od Sveta Evropske Unije. Tako pogodba uvaja dva nova vodilna položaja in sicer: stalnega predsednika Evropskega sveta in visokega predstavnika za zunanje zadeve in varnostno politiko. Predsednik Evropskega sveta, ki je izglasovan s strani Evropskega sveta s kvalificirano večino ima dveinpolletni mandat, ki je lahko enkrat obnovljen, funkcija pa je nezdružljiva s katerokoli drugo nacionalno funkcijo. Kot prvi je na ta položaj bil imenovan Herman Van Rompuy.
Visok predstavnik za zunanje zadeve in varnostno politiko, je tudi podpredsednik Evropske komisije in je izvoljen za 5 let hkrati z novo komisijo in je stalni vodja Sveta ministrov za zunanje zadeve. Prva je na ta položaj bila imenovana Catherine Ashton.

#### Evropski parlament
Evropski parlament ima po Lizbonski pogodbi 750 poslancev, kar je 18 poslancev več kot poprej. Vsaka država ima v Evropskem parlamentu najmanj 6 članov. Mandat traja 5 let. Parlament ima s pogodbo pooblastilo za izvolitev predsednika Komisije. S  pogodbo se je povečalo število področij, na katerih mora akte, ki jih predlaga Evropska komisija, odobriti Evropski parlament. Evropski parlament tako soodloča na področju zakonitih migracij, policijskega sodelovanja, prometa, kmetijski politiki, zaščite osebnih podatkov in intelektualne lastnine. Gre za podvojitev vpliva in vloge parlamenta, ki s članicami enakopravno soodloča pri sprejemanju kar 90 odstotkov evropske zakonodaje in  ima podobne pristojnosti kot Svet EU-ja. Lizbonska pogodba ne dopušča več prehod prelaganja zadev okrepljenega sodelovanja direktno na Evropski svet, saj je po pogodbi potrebna odobritev Evropskega parlamenta.

#### Evropska komisija
Predsednik Komisije je izbran in izvoljen ob upoštevanju izida evropskih volitev. S tem se  politična legitimnost funkcije povečuje. Predsednik je odgovoren za notranjo organizacijo kolegija (imenovanje komisarjev, razdelitev resorjev, zahteve za odstop v določenih okoliščinah). Komisija daje pobude za zakonodajo, za letno in večletno načrtovanje v Uniji za doseganje medinstitucionalnih sporazumov.

#### Evropska centralna banka
Evropska Centralna Banka vodi denarno politiko Unije skupaj z nacionalnimi centralnimi bankami držav članic, ki so sprejele evro kot svojo valuto. Skupaj tvorijo „Evrosistem“. Dokler obstajajo države članice EU zunaj evro območja, evrosistem obstaja skupaj z ESCB. Poleg tega ima ECB številne posebne naloge v zvezi z bonitetnim nadzorom kreditnih institucij s sedežem v državah članicah euro območja in sodelujočih članicah zunaj euro območja v okviru enotnega mehanizma nadzora. Evropska centralna banka izvaja svoja pooblastila in naloge popolno samostojno od političnih organov ali držav članic.

#### Svet (Svet ministrov)
Svet skupaj z Evropskim parlamentom izvaja zakonodajne in proračunske funkcije ter izvaja naloge oblikovanja politike in usklajevanja, kot je določeno v pogodbah. Pristojnost Sveta za odločanje se razširi tudi na zunanje delovanje Unije. Seznam sestav Sveta sprejme Evropski svet s kvalificirano večino. Od Lizbonske pogodbe naprej sestavi Sveta predsedujejo predstavniki držav članic na podlagi enakih rotacij. Svet vodijo v naprej določene skupine treh držav članic za obdobje 6-tih mesecev.

#### Sodišče Evropske unije
Sodišče Evropske unije skrbi za spoštovanje prava pri razlagi in implementaciji pogodb. Lizbonska pogodba je omogočila, da se pod okriljem Sodišča Evropske unije ustanovijo tudi »specializirana sodišča«. Sodišču pomaga osem generalnih pravobranilcev.
Pristojnost Sodišča Evropskih skupnosti (ECJ) so se zaradi ukinitve stebrne strukture razširila, nekatere omejitve pa bodo ostale zlasti za SZVP (Skupno zunanjo in varnostno politiko). Lizbonska pogodba je odpravila dvojno strukturo na področju svobode, varnosti in pravic ter jih s pravosodnim sodelovanjem v civilnih in kazenskih zadevah združila v tretjem delu v Pogodbi o delovanju Evropske unije. Po Lizbonski pogodbi imata Evropsko sodišče in Komisija monopol nad pravico do pobude. Prav tako je pogodba okrepila tristopenjsko pravosodno strukturo Evropske unije.
Lizbonska pogodba je uvedla tudi spremembe, ki so pomembne za večstopenjsko ustavnost in vladavino prava. To so določbe: o varstvu temeljnih pravic, o razširitvi sodnega varstva posameznika pred regulativnimi akti, o razjasnitvi načela primarnosti evropskega prava in o pravici držav članic do izstopa iz Unije.

#### Računsko sodišče
Računsko sodišče opravlja revizije v Uniji. Sestavlja ga po en državljan vsake države članice. Člani Računskega sodišča so imenovani za mandat šestih let, predsednik računskega sodišča pa je izvoljen med člani za mandat treh let.

### Vloga nacionalnih parlamentov
Nacionalni parlamenti dejavno prispevajo k dobremu delovanju Unije, tako da: jih institucije Unije obveščajo in jim predložijo osnutke zakonodajnih aktov Unije, da skrbijo za spoštovanje načela subsidiarnosti, da v okviru območja svobode, varnosti in pravice sodelujejo v mehanizmih ocenjevanja izvajanja politik Unije ter so vključeni v politični nadzor Europola in ocenjevanje dejavnosti Eurojusta, da sodelujejo v postopkih za spremembo Pogodb, da so obveščeni o prošnjah za pristop k Uniji ter da so udeleženi pri medparlamentarnem sodelovanju med nacionalnimi parlamenti in z Evropskim parlamentom.

### Načelo subsidiarnosti
Z drugimi besedami je to načelo oblikovanja vse tesnejše zveze med državami članicami, ki je bilo podkrepljeno z Lizbonsko pogodbo. Sistem je namenjen nacionalnim parlamentom, da se odzovejo na zakonodajne predloge EU, predenj so ti sprejeti. Glas parlamentov je le posvetovalni in predlogov iz zakonodaje ni potrebno umakniti, če ti naletijo na nasprotovanje nacionalnih parlamentov. Novost, ki jo je prinesla Lizbonska pogodba je ta, da če pritožbe predstavljajo večino glasov, ki so razdeljeni nacionalnim parlamentom in Komisija kljub temu ostane pri izvirnem besedilu brez sprememb, lahko Evropski parlament ali Svet zavrne sporen predlog pred prvim branjem. Za večino glasov se šteje, da se ena tretjina parlamentov se strinja s kritiko v osmih tednih po prejemu predloga. Ta postopek se pogovorno imenuje "rumeni karton". Kasneje Evropski parlament ali 55 % vlad držav članic lahko zavrne predlog, če menijo, da ne spoštuje načela subsidiarnosti. To se imenuje oranžna karton in zahteva večino med nacionalni parlamenti. Novi oranžni ali rdeči kartoni zajemajo načelo subsidiarnosti, ne pa tudi  načela sorazmernosti. Ugovori pa so lahko utemeljeni v zadevah svobode, varnosti in pravic. Sistem dopolnjuje tudi možnost vlad, da vložijo ničnostne tožbe zoper že sprejeto zakonodajo na podlagi subsidiarnosti na Sodišču Evropskih skupnosti (ECJ).

### Listina o temeljnih pravicah
V okvir Lizbonske pogodbe je bila vključena tudi Listina Evropske unije o temeljnih pravicah. Slednja je pravno zavezujoča ter potrjuje temeljne pravice, ki jih zagotavlja Konvencija o varstvu človekovih pravic in temeljnih svoboščin in izhaja iz skupnih ustavnih tradicij držav članic. Listina ne razširja področja uporabe prava Unije čez pristojnosti Unije, niti ne ustvarja novih pristojnosti ali nalog Unije, kakor tudi ne spreminja pristojnosti in nalog, opredeljenih v Pogodbah. V protokolu pogodbe so bile sprejete izjave o uporabi Listine za Poljsko, Združeno Kraljestvo, Češko in Irsko. Varovanje, da listina ne bi prekoračila ali razširila pooblastila Unije, pa je zapisano v pristopu Evropske skupnosti k Evropski konvenciji o človekovih pravicah. Sodišče v tej odločbi jasno poudarja razlike med obveznostjo spoštovanja temeljnih pravic in pooblastilom za sprejemanje zakonodaje na istem področju, pri čemer prva nima posledice na slednjem.

### Zunanji odnosi in varnostna politika

#### Visok predstavnik in Evropska služba za zunanje delovanje (EEAS)
Z Lizbonsko pogodbo je bila uvedena funkcija visokega predstavnika za zunanje zadeve.  Slednji vodi: 1. skupno zunanjo in varnostno politiko Unije, 2. prispeva predloge k razvoju politike, ki jo bo izvajal po mandatu Sveta, in skrbi za izvajanje sklepov, sprejetih na tem področju, 3. predseduje Svetu za zunanje zadeve in je eden podpredsednikov komisije ter skrbi za doslednost zunanjega delovanja Unije, 4. zastopa unijo za zadeve v zvezi s skupno zunanjo in varnostno politiko, 5.  v imenu unije vodi politični dialog s tretjimi stranmi ter izraža stališča unije v mednarodnih organizacijah in na konferencah ter 6. izvaja pristojnosti nad Evropsko službo za zunanje delovanje in nad delegacijami sindikatov v tretjih državah in pri mednarodnih organizacijah.
Evropska služba za zunanje delovanje ima status organizacije ter pomaga visokemu predstavniku zagotavljati doslednost in usklajevanje zunanjega delovanja Unije ter pripravljati predloge politik in jih izvajati, potem ko jih odobri Svet. Pomaga tudi predsedniku Evropskega sveta in predsedniku ter članom Komisije pri njihovih funkcijah na področju zunanjih odnosov ter zagotavlja tesno sodelovanje z državami članicami.
Lizbonska pogodba je prinesla tudi člena 10a in 10b, ki urejata vodila Evropske Unije v zunanjih odnosih: »Unijo pri njenem delovanju na mednarodni ravni vodijo načela, ki so bila podlaga njenega nastanka, razvoja in širitve in ki jih želi s svojim delovanjem tudi spodbujati v svetu: demokracija, pravna država, univerzalnost in nedeljivost človekovih pravic in temeljnih svoboščin, spoštovanje človekovega dostojanstva, enakost in solidarnost ter spoštovanje načel Ustanovne listine Združenih narodov in mednarodnega prava.
Unija si prizadeva razvijati odnose in graditi partnerstvo s tretjimi državami in mednarodnimi, regionalnimi ali svetovnimi organizacijami, ki z njo delijo načela iz prvega pododstavka. Zavzema se za večstranske rešitve skupnih problemov, zlasti v okviru Združenih narodov.« in »Evropski svet določa strateške interese in cilje Unije na podlagi načel in ciljev iz člena 10a. Sklepi Evropskega sveta o strateških interesih in ciljih Unije se nanašajo na skupno zunanjo in varnostno politiko ter na druga področja zunanjega delovanja Unije. Zadevajo lahko odnose Unije s posamezno državo ali regijo, lahko pa so tudi tematsko usmerjeni.«.
Lizbonska pogodba odpravlja pomanjkljivosti večstranske diplomacije EU le v omejeni meri. Čeprav zagotavljajo večjo prepoznavnost EU, ne vodijo nujno do učinkovitejšega multilateralizma. Večstranska diplomacija je državno usmerjena praksa in v večini primerov lahko samo države postanejo člani mednarodnih institucij. Pristop Evropske unije bi pogosto zahteval spremembo statuta.
Pogodba ustvarja nov institucionalni okvir za zunanjo politiko, a hkrati ni prinesla nobenih novih pristojnosti ali pooblastil za komuniciranje političnih domen. Pomembne institucionalne inovacije (visoki predstavnik, EEAS in pravna entiteta EU) so v ospredju prizadevanja za usklajevanje EU pri Združenih narodih. Lizbonska pogodba vključuje tudi vrsto novih dejavnosti na področju tuje in varnostne politike, ki do tedaj niso imele ustrezne pravne podlage, npr. civilno zaščito, varnost oskrbe z energijo, boj proti terorizmu, vesoljsko politiko ali zaščito osebnih podatkov; pa tudi možne nove sfere delovanja na območju skupne varnostne in obrambne politike, na primer solidarnostno klavzulo ali obveznostjo medsebojne pomoči.

### Medsebojna solidarnost
V skladu s solidarnostno klavzulo v Lizbonski pogodbi morajo države članice Unije delovati v duhu solidarnosti in pomagati če je država članica žrtev terorističnega napada, naravne nesreče ali nesreče, ki jo je povzročil človek. Unija uporabi vsa razpoložljiva sredstva, vključno z vojaškimi sredstvi, ki ji jih države članice dajo na razpolago, da se prepreči grožnja in da se zavarujejo demokratične institucije ter civilno prebivalstvo. V 31. členu prečiščene verzije se lahko država članica v duhu vzajemne solidarnosti vzdrži vseh dejanj, ki bi lahko nasprotovala ali ovirala delovanje Unije na podlagi te odločitve, druge države članice pa spoštujejo njeno stališče.

### Obrambna politika
Sestavni del skupne zunanje in varnostne politike Unije je skupna varnostna in obrambna politika. Uniji zagotavlja operativno sposobnost, ki je oprta na civilna in vojaška sredstva. Unija jih lahko uporablja pri misijah zunaj svojih meja za ohranjanje miru, preprečevanje konfliktov in krepitev mednarodne varnosti v skladu z načeli Ustanovne listine Združenih narodov. Za izvajanje teh misij se uporabijo zmogljivosti, ki jih zagotovijo države članice. V Lizbonski pogodbi je bil dodan še člen, kateri: »misije iz prvega odstavka člena 42, pri katerih lahko Unija uporabi civilna in vojaška sredstva, vključujejo skupne operacije razoroževanja, humanitarne in reševalne misije, vojaško svetovanje in pomoč, misije za preprečevanje sporov in ohranjanje miru, bojne operacije za krizno upravljanje, vključno z vzpostavljanjem miru in po-konfliktno stabilizacijo. Vse te misije lahko prispevajo k boju proti terorizmu, skupaj s pomočjo tretjim državam v boju proti terorizmu na njihovih ozemljih.«. Jedro predhodno naštetih misij skupne varnostne in obrambne politike so Petersberg misije (leta 1992) in katalog njenih operacij kriznega upravljanja. Slednje odpirajo celovit pristop EU, ki poudarja dolgoročno zavezanost k politiki preprečevanja konfliktov.
Lizbonska pogodba tako »institucionalizira« misije, ki so že bile dogovorjene v okviru Evropske varnostne strategije (ESS). Lizbonska pogodba je s tem uvedla tudi Stalno strukturirano sodelovanje (PSCO) na področju razvoja vojaških zmogljivosti. To je predvsem mehanizem za spodbujanje varnostne in obrambne vloge EU ter odpravljanja pomanjkljivosti na vojaškem osebju in virov. Člen 45  Pogodbe o Evropski Uniji se nanaša na Evropsko obrambno agencijo (EDA), ki ima vlogo rednega ocenjevanja in poročanja vojaških prispevkov ali zmogljivosti članic.
Lizbonska pogodba se specifično sklicuje na NATO ter poudarja, da spoštujejo določbe, ki so povezane s skupno varnostno in obrambno politiko ter NATOm in da so zaveze ter sodelovanje v okviru varnostne in obrambne politike(CSDP) skladne z obveznostmi pod NATOm. Zavezništvo se imenuje tudi »temelj« medsebojne obrambe tistih držav, ki so člani obeh organizacij.

### Opredeljena področja politike in ustavnost
Lizbonska pogodba predlaga vsaj štiri parametre, ki pripomorejo k oblikovanju  tesnejše zveze:
1. pogodba jasno določa pristojnost oblasti med EU in državami članicami z razvrstitvijo teh v tri kategorije politik: izključne, skupne/ deljene in podporne pristojnosti,
2. pogodba krepi nadzorno moč politike EU nad makroekonomsko politiko držav članic,
3. namen pogodbe je povečati učinkovitost procesov oblikovanja EU. Točke dnevnega reda, ki spadajo na področje soglasja so številno zmanjšane. Na več kot 40-tih področjih politike je mogoče odločati z glasovanjem s kvalificirano večino in
4. pogodba je okrepila moč glavnih institucij in poskuša vzpostaviti ravnovesje oblasti med njimi.[89]

Evropski pravni red  ureja ustavna jamstva za zaščito unije in demokracije: 1. sodišče ima sodni zaščitni ukrep s katerim je izvršilnim zakonodajalcem prepovedano prenašati bistvene politične odločitve in pooblastila (npr. doktrina nedeleriganja) in 2. znotraj delegirane zakonodaje so uvedeni še politični zaščitni ukrepi (npr. zakonodajni veto). Z Lizbonsko pogodbo evropski ustavni red ni sprejel le ravnotežja med naravo prenesenih pooblastil in veljavnih ustavnih jamstev, ampak tudi uravnoteženje zaščitnih ukrepov proti prejemniku prenesenih pooblastil.
Lizbonska pogodba ureja razdelitev pristojnosti  EU v razmerju do njenih držav članic na tri kategorije pristojnosti politike, in sicer na:
1.Izključne pristojnosti Unije za sprejemanje direktiv so na področjih:
- carinske unije,
- določitve pravil o konkurenci, potrebnih za delovanje notranjega trga,
- monetarne politike držav članic, katerih valuta je euro,
- ohranjanje morskih bioloških virov v okviru splošne ribiške politike,
- skupna trgovinska politika in
- sklenitev mednarodnega sporazuma

2. Deljene pristojnosti, so tiste, ki si jih Unija deli z državami članicami. Te so:
- notranji trg
- socialna politika
- ekonomska, socialna in teritorialna kohezija
- kmetijstvo in ribištvo
- okolje
- varstvo potrošnikov
- promet
- vseevropska omrežja
- energija ter
- območje svobode, varnosti in pravic

Izvrševanje pristojnosti Unije ne sme povzročiti, da bi bile države članice preprečene pri izvajanju svojih pristojnosti v:
- raziskavah, tehnološkem razvoju in vesolju ter
- razvojnem delovanju in humanitarni pomoči

3. Podporne pristojnosti, pri katerih je Unija pristojna za izvajanje ukrepov za podporo, uskladitev ali dopolnitev ukrepov držav članic, so:
- varovanje in izboljšanje človekovega zdravja
- industrija
- kultura
- turizem
- izobraževanje, poklicno usposabljanje, mladina in šport ter
- civilna zaščita in upravno sodelovanje.[91]

## Revizija Lizbonske pogodbe
Lizbonsko pogodbo je mogoče bolj ali manj odkrito spremeniti na več načinov, z različnimi orodji, in sicer z: revizijski postopki, passerelles klavzulami, pristopnimi pogodbami in klavzulo o prilagodljivosti/fleksibilnosti.
Z Lizbonsko pogodbo sta omogočena dva revizijska postopka: 1. redni revizijski postopek, ki ga lahko sproži katera koli država članica, Evropski parlament ali Komisija. Predlog se nato posreduje Evropskemu svetu in obvesti nacionalne parlamente. Če se Evropski svet po posvetovanju z Evropskim parlamentom in Komisijo z navadno večino odloči za predlog, predsednik Evropskega sveta skliče konvencijo. Konvencija pa ne more sprejeti sprememb: lahko jih samo soglasno predlaga medvladni konferenci (IGC). Ko medvladna konferenca doseže dogovor in vse države članice ratificirajo spremembe pogodb v skladu s svojimi ustavnimi zahtevami, takrat ratificirane spremembe začnejo veljati in 2. poenostavljen postopek revizije, ki se lahko uporablja le za spremembo določb tretjega dela PDEU o notranjih politikah in ukrepih Unije in je ni mogoče uporabiti za povečanje pristojnosti, ki jih Pogodbe podeljujejo Uniji. Po tem postopku lahko vlada katere koli države članice, Evropski parlament ali Komisija predložijo predlog Evropskemu svetu. Svet se lahko odloči soglasno, po predhodnem posvetovanju z Evropskim parlamentom in Komisija. Če se razmišlja o institucionalnih spremembah, ki vključujejo monetarno politiko, se je treba posvetovati tudi z Evropsko centralno banko. Sama ta odločitev (ki ne zahteva podpis pogodbe) ne bo začela veljati, dokler je ne potrdijo države članice v skladu z njihovimi ustavnimi zahtevami.
Passerelles klavzule prinašajo soglasne odločitve Evropskega sveta, ki lahko spremenijo pravno podlago iz PDEU in naslova V. PEU. V teh primerih se soglasje lahko nadomesti z kvalificirano večino, posebne zakonodajne postopke pa po rednem zakonodajnem postopku. Takšne odločitve mora potrditi Evropski parlament z večino svojih članov in o njih obvestiti nacionalne parlamente. Če nacionalni parlament tem nasprotuje v obdobju 6-ith mesecev, odločitev ni sprejeta. Soglasne odločitve Evropskega sveta ne olajša pravica veta, ki jo ima vsak nacionalni parlament v skladu s členom 48(7) PEU, ki služi kot nekakšna splošna „zasilna zavora“, predvideno tudi z drugimi „posebnimi“ passerelles predvidenimi z Lizbonsko pogodbo.
Nekaj manjših sprememb Lizbonske pogodbe bi lahko bilo v zvezi s tako imenovano klavzulo o prilagodljivosti. Člen 352 PDEU zdaj zahteva soglasje Evropskega parlamenta, pa tudi posebno opozorilo Komisije nacionalnim parlamentom: ta člen se lahko uporabi za zapolnitev praznine le, če je cilj v zvezi s politikami, predvidenimi s Pogodbo (z izključitev SZVP) ni mogoče doseči s pravno podlago, ki jo vsebuje sama pogodba. V nekaterih primerih se lahko za spremembo Lizbonske pogodbe uporabi celo pogodba o pristopu države k EU kot nove države članice.